# Henriëtte Wijthoff
Clara Henriëtte Wijthoff (Amsterdam, 25 november 1861 – Apeldoorn, 10 januari 1949) was een Nederlandse schrijfster van kinderverhalen en tekstdichter.

## Gezin

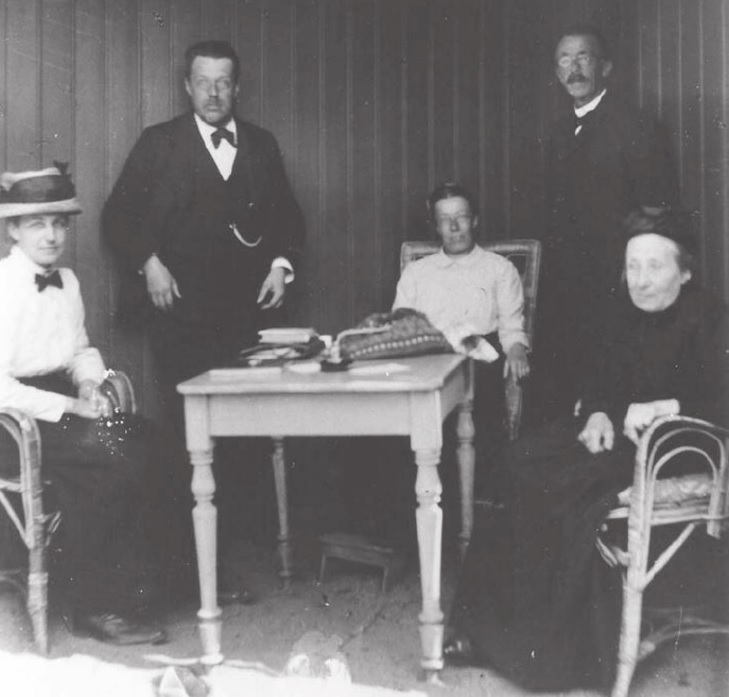
Bij elkaar in het theehuis in de tuin van Truida in Apeldoorn. Van links naar rechts: Anna Wijthoff, Willem Wijthoff, Truida Wijthoff, Julius Kerkhoven, Anna Catharina Wijthoff-Kerkhoven.

Henriëtte is de dochter van de luterse Abraham Willem Wijthoff en Anna Catharina Frederika Kerkhoven. Haar vader was een van de zonen van de Amsterdamse suikerraffinaderij in P.G.L. Wijthoff & Zn.
Henriëttes jongere broer was de wiskundige Willem Abraham Wijthoff, ook haar zus Truida studeerde wiskunde. Haar jongste zuster was de naar haar moeder vernoemde Anna Wijthoff (1863-1944), die als beeldend kunstenares werkte. Anna illustreerde meerdere werken van Henriëtte. De familie Wijthoff woonde eerst op de Lauriergracht 111, net naast de in 1880 afgebrande suikerraffinaderij. Daarna werd verhuisd naar de P.C. Hooftstraat 28 in Amsterdam. In 1898 verhuisde Henriëtte van het ouderlijk huis naar Heiloo. Later zou ze naar de Burglaan in Apeldoorn verhuizen. Ze stierf op hoge leeftijd en werd gecremeerd in Westerveld. Haar as is begraven op de Nieuwe Begraafplaats aan de Soerenseweg in Apeldoorn.

## Werk
Henriëtte Wijthoff schreef meerdere kinderboeken. Deze verschenen bijna allemaal bij uitgeverij Allert de Lange in Amsterdam. Samen met feministe en maatschappelijk en politiek activiste Jacoba Mossel was ze redacteur van de dertiendelige serie Kleine Zondagschool-Bibliotheek. Ook schreef zij cantates en kinderoperettes. Zo werd haar kinderoperette De vroolijke muzikanten in 1944 opgevoerd in de schouwburg Tivoli in Apeldoorn.

## Kinderbond
Vanaf de oprichting was ze bestuurslid van de door haar tante Caroline Kerkhoven opgerichte Nederlandsche Kinderbond. Verder was zij een voorvechtster voor geheelonthouding en dierenbeschermster. Van 1907 tot 1949 bestuurslid van het J.C. van der Huchtfonds dat in 1907 was ingesteld door haar oom en tante.

## Boekenlijst
- Kleine Betje uit de Pastorie - vertelling uit den ouden tijd voor meisjes van 14 jaar en ouder, uitgeverij Kroeseklaas te Apeldoorn(1925)
- Het knechtje van Harm Heins, uitgeverij Algemeenen Nederlandschen Geheelonthoudersbond (1922)
- Oudejaar buiten het nestje (1912)
- Zangvogeltje (pinkstervertelling) (1912)
- Kinderen als wij; vertellingen voor jongens en meisjes (1912)
- De kip en de gouden vogel (1906)
- Het ezeltje van den zandman (1904)
- Kleine helden (1904)
- Een kippengeschiedenis (1902)
- Het prinsesje en de gouden vogel(sprookje) (1902)
- Het klaverblad van vieren met illustraties van Anna Wijthoff. (1901)
- Vriendjes
- Sneeuwklokje - 2-6 jaar; (1899)
- Het petekind van Sint-Nikolaas (1898)
- Het schoorsteenvegertje (kerstvertelling) (1898)
- Ook een held (1898)
- Dreumesje (5-8 jaar) (1897)
- Het tienkatten schetsboek
- Kinderen als wij uitgeverij Delsman en Nolthenius (1895)

coauteur met Jacoba F.D. Mossel
- Van duisternis naar licht en andere verhalen voor kinderen van 10-12 jaar[9]
- Stille uren voor kinderen van 10-12 jaar
- Jong leven, voor kinderen van 12-15 jaar, verzameld uitgeverij De Bussy (1898)
- Voor een rustig hoekje voor kinderen van 10-12 jaar
- Klein en groot
- Voor de kleintjes
- Van duisternis naar licht
- Voor de groten
- Van worstelen en overwinnen voor kinderen van 13-16 jaar
- Schetsen voor zondagscholen
- 't Zondagsklokje voor kinderen van 7-10 jaar
- 't Zondagsklokje - vertellingenbundel voor kinderen van 7-10 jaar

Kinderoperettes
- Het verloren lied, muziek Cees Roelofs (1948)
- Beata, door Apeldoorns Jeugdkoor, muziek en leiding: Truus Roelofs-Lammes (vrouw van Cees) (1947)
- De nieuwe tuin van den koning, muziek Cees Roelofs (1946)
- De vroolijke muzikanten, muziek Truus Roelofs-Lammes (1944)

- Digitale Bibliotheek voor de Nederlandse Letteren: wijt013
- International Standard Name Identifier: 0000 0003 9618 8732
- Nederlandse Thesaurus van Auteursnamen: 070711968
- Virtual International Authority File: 291081370
- WorldCat: E39PBJc3H4qK7KVYdD3ydrbPQq